# Andipsara
Andipsara (gr. Αντίψαρα) – niewielka grecka wyspa na Morzu Egejskim, o powierzchni około 4 km², w administracji zdecentralizowanej Wyspy Egejskie, w regionie Wyspy Egejskie Północne, w jednostce regionalnej Chios, w gminie Psara. Według spisu z 2011 roku zamieszkana przez 4 osoby. Wyspa znajduje się około 3 km na zachód od sąsiedniej większej wyspy Psara. Ze względu na ukształtowanie terenu, Andipsara jest niedostępna od strony północnej i zachodniej.
W czasach rzymskich oraz starożytnej Grecji wyspa była zamieszkana. Podczas dominacji tureckiej znajdował się na niej port wojenny. We wschodniej części wyspy znajduje się kościół pw. św. Jana, który jest szczególnie odwiedzany przez pielgrzymów w sierpniu.
Wyspa stanowi rezerwat przyrody, w szczególności zachowujący populację ptaków morskich, jak np. kormoran czubaty, sokół skalny czy burzyk śródziemnomorski.